# Giorgio Armani
Giorgio Armani S.p.A. — итальянская компания, специализирующаяся на производстве и торговле одеждой и различными аксессуарами.

## История
Компанию основали в Милане 24 июля 1975 года Джорджо Армани (итал. Giorgio Armani) и Серджо Галлеоти (итал. Sergio Galeotti). Спустя несколько месяцев вышла первая коллекция prêt-à-porter (весна / лето 1976), которая демонстрировалась в Plaza Hotel в Милане. В 1978 году было заключено лицензионное соглашение с Textile Financial Group, благодаря которому компания купила и переоборудовала под штаб-квартиру палаццо XVII века в Милане, в котором также разместились зал для показа моделей и резиденция Джорджо Армани. В следующем году был создан филиал в США Giorgio Armani Corporation. К концу 1970-х годов Giorgio Armani стал одним из ведущих домов моды в мире.
В начале 1980-х годов были запущены новые бренды, включая Mani, Armani Junior, Armani и Emporio Armani, были открыты фирменные магазины в Милане, запущены линии нижнего белья и купальников. В качестве рекламы компания начала сотрудничать со звёздами шоу-бизнеса, в частности, поставляла гардероб для таких фильмов, как «Американский жиголо» (1980 год), «Бэтмен» (1989 год), «Криминальное чтиво» и «Высокая мода» (оба 1994 года), а также для сериала «Полиция Майами» и турне популярных музыкантов. Важное место в ассортименте продукции компании в 1980-х годах заняли дизайнерские джинсы. Компания L’Oreal начала по лицензии выпускать парфюмерию Giorgio Armani, а Luxottica — очки.
В 1985 году Серджо Галлеоти умер, и Армани стал единоличным владельцем компании. В 1987 году в Японии с корпорацией Itochu было создано совместное предприятие Giorgio Armani Japan. В конце 1980-х годов открылся первый ресторан Emporio Armani Express (в Лондоне) и начал выходить журнал Emporio Armani. Также в этот период компания отклонила несколько предложений о слиянии с другими домами мод и начала покупать доли в поставщиках продукции, в частности в компаниях Antinea, которая шила женскую одежду, и Intai, которая изготавливала галстуки. Выручка компании за 1990 год составила 306 млн долларов, из них более половины пришлось на продажи через собственную розничную сеть.
В 1991 году в Нью-Йорке открылся первый магазин под брендом Armani Exchange; в следующем году были открыты более двух десятков отделов в универмагах США. Это направление недорогой одежды по лицензии развивала итальянская компания Simint; в целом оно не оправдало ожиданий и приносило убытки. В 1996 году на Манхэттене открылся флагманский 4-этажный магазин Giorgio Armani. В следующем году были открыты первые магазины под названием Collezioni Giorgio Armani в Милане, Лондоне и Токио. Также в 1997 году начался выпуск часов. В 2000 году в Милане был открыт торговый центр Armani/Via Manzoni 31. Также в этом году были запущены линии косметики Giorgio Armani Cosmetics и товаров для дома Armani Casa. Выручка компании за 2000 год впервые превысила 1 млрд евро.
В 2005 году в партнёрстве с Emaar Properties была создана компания Armani Hotels; в 2010 году она открыла отель в Дубае, в 2011 году — в Милане, в 2022 году — в Эр-Рияде.
В 2018 году Giorgio Armani сократила количество своих брендов и реструктурировала сеть магазинов. Это решение было принято руководством компании на фоне падения выручки по итогам 2016 года на 5 % — до €2,51 млрд. Компания оставила только три линейки вместо семи. Собственно Giorgio Armani будет включать в себя всю люксовую продукцию (сюда, в частности, войдут Giorgio Armani Prive и Armani / Casa), Emporio Armani представит средний ценовой сегмент (отныне под этим брендом будут также выпускаться Armani Collezioni и Armani Jeans), а Armani Exchange займет «бюджетную» нишу.

## Деятельность

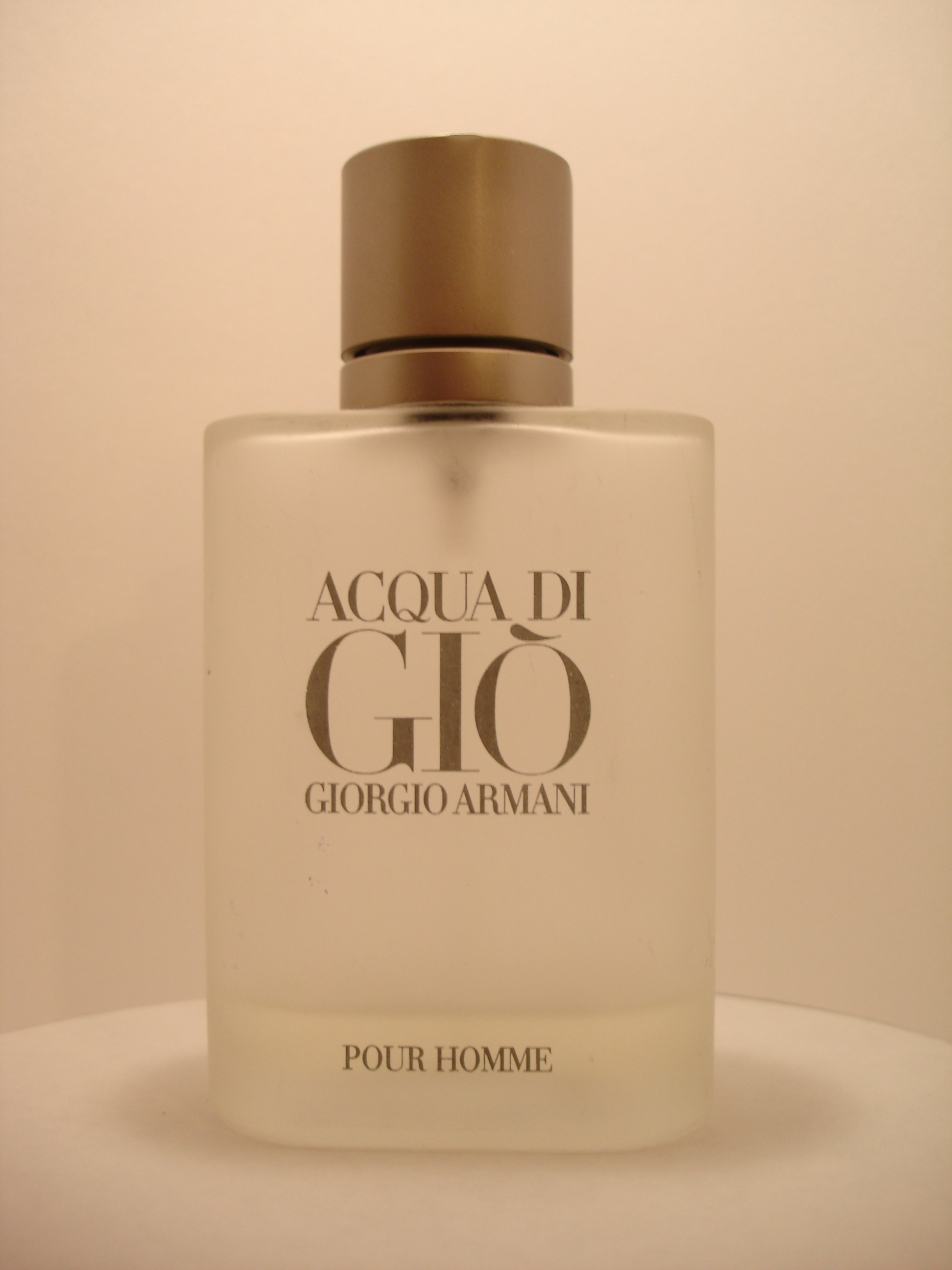
Туалетная вода Acqua di Gio

Основными брендами компании являются Giorgio Armani (GA), Emporio Armani (EA) и A|X Armani Exchange, под ними производятся одежда, галантерея, часы и очки. Производственные мощности находятся в Италии: Модена, Триссино, Фоссо, Тренто, Сеттимо Торинезе, Материка, Карре, Инцаго и Вертемате; применяется аутсорсинг производства.
Группа Armani также включает рестораны, кафе и клубы Armani, гостиницы Armani Hotels, производство и продажу мебели и других товаров для оформления интерьера под брендом Armani/Casa, торговлю цветами Armani/Fiori, косметикой Armani Beauty, шоколадом и сластями Armani/Dolci. Некоторые категории товаров производятся сторонними компаниями по лицензии, в частности косметика — L’Oréal, очки — Luxottica, часы и полудрагоценные камни — Fossil, шоколад и сласти — Guido Gobino.
Группе с 2008 года принадлежит баскетбольный клуб «Олимпия Милан».
Группа напрямую работает в трёх регионах:
- Америка — США, Канада, Мексика и Бразилия;
- Европа — Италия, Бельгия, Нидерланды, Франция, Германия, Австрия, Португалия, Испания, Великобритания, Ирландия, Швейцария, Монако, Греция;
- Азиатско-Тихоокеанский регион — Япония, КНР, Гонконг, Макао, Малайзия, Сингапур, Австралия.

За рекламную политику компании отвечают племянницы Армани Сильвана и Роберта, которые считаются главными наследницами модельера. Среди самых популярных моделей итальянцы Витторио Солео и Фабио Манчини.

## Armani в России
Первый российский магазин под брендом Armani открылся в 2001 году.
В России было открыто более 80 магазинов в Москве, Санкт-Петербурге, Сочи, Воронеже, Самаре, Казани, Краснодаре, Новосибирске, Ростове-на-Дону, Новороссийске, Екатеринбурге, Владивостоке, Иркутске, Челябинске, Нижнем Новгороде, Перми, Тюмени и Уфе.
- 21 магазин Armani Jeans.
- 18 магазинов Armani Junior.
- 15 магазинов Armani Collezioni.
- 15 магазинов Armani Exchange[7].
- 9 магазинов Emporio Armani.
- 5 магазинов Giorgio Armani.
- 2 магазина EA Underwear.
- Магазин Armani Casa.
- Кафе Emporio Armani Caffe[8].

Магазины управляются партнерами Armani по франшизе. Например, магазины Armani Jeans и Armani Exchange развивают компании BNS Group и lady & gentleman CITY.